# Великие Прицки
Вели́кие При́цки (укр. Великі Пріцьки) — село в Кагарлыкском районе Киевской области Украины.
Население по переписи 2001 года составляло 762 человека. Занимает площадь 4,262 км².

## Местный совет
09236, Киевская обл., Кагарлыкский р-н, с. Великие Прицки, ул. Центральная, 35.

## История
Село было волостным центром Велико-Прицковской волости Каневского уезда Киевской губернии. В селе была Семеновская церковь. Священнослужители Семеновской церкви:
- 1799 - священник Никита Григорьевич Гадасевич
- 1892 - священник Евсевий Иванович Трегубов

## Интересные факты
Из села происходит еврейская династия Прицкеров, чей потомок Джей Роберт Прицкер в 2018 году стал губернатором американского штата Иллинойс. Его личное состояние оценивают в $3,5 млрд, что делает его самым богатым губернатором в истории США.